# Der Fluyten Lust-hof

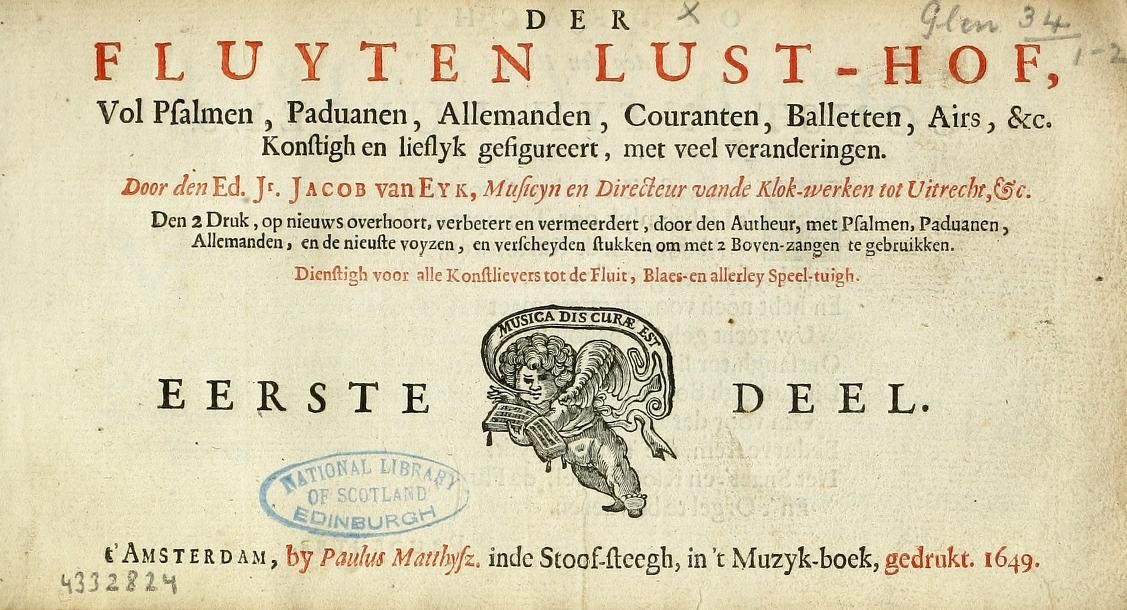
Der Fluyten Lust-Hof, Titelseite des ersten Teils (1649)

Der Fluyten Lust-hof (Der Flöte Lusthof) ist eine zweiteilige Sammlung von Solo-Blockflötenmusik des blinden Utrechter Carillonneurs und Barockkomponisten Jacob van Eyck (um 1590–1657). Es ist die größte Musiksammlung, die jemals von einem einzelnen Komponisten für ein Solo-Blasinstrument veröffentlicht wurde. Die Sammlung besteht größtenteils aus Variationswerken und nur wenigen freien Werken. Sie erschien in verschiedenen Fassungen und Teilen, erstmals 1644 veröffentlicht, mit weiteren Ausgaben 1646, 1649, 1654 und 1656. Zu den Stücken gehören Kirchenlieder („Psalmen“), Volkslieder und Tanzlieder der Zeit, darunter auch adaptiertes Material aus van Eycks eigener Glockenspiel-Musik: „vol Psalmen, Paduanen, Allemanden, Couranten, Balletten, Airs, &c.“ wie es im Amsterdamer Nachdruck der Ausgabe Amsterdam 1649 heißt.
Eine moderne Ausgabe wurde von Gerrit Vellekoop (1898–1956) herausgegeben, der eine New Vellekoop Edition (Neue Vellekoop-Ausgabe) herausgegeben von Thiemo Wind folgte.
Obwohl für den Amateur geschrieben, war das Niveau des Musikgenusses in Utrecht offenbar recht hoch, da die Stücke nach modernen Maßstäben als künstlerische Herausforderung gelten. Die Sammlung oder Teile daraus wurden vielfach eingespielt.
Ein beliebtes Stück sind die Variationen über das Lied Engels Nachtegaeltje („Englische Nachtigall“).